# Pomnik ofiar ukraińskiego ludobójstwa na Cmentarzu Rakowickim
Pomnik ofiar ukraińskiego ludobójstwa na Wołyniu – pomnik znajdujący się w Krakowie na Cmentarzu Rakowickim przy ulicy Rakowickiej 26.
Uchwałę o budowie pomnika podjęła Rada Miasta Krakowa 26 maja 2004 roku. Inicjatorem i fundatorem budowy jest Towarzystwo Pamięci Narodowej im. Pierwszego Marszałka Polski Józefa Piłsudskiego w Krakowie.
Pomnik autorstwa prof. Akademii Sztuk Pięknych im. Jana Matejki w Krakowie Czesława Dźwigaja ma kształt otwartej księgi i składa się z dwóch skośnych względem siebie tablic połączonych spiżowym odlewem z brązu przedstawiającym ludzkie postacie. Na prawej płycie znajduje się zarys obszaru kresów południowo-wschodnich II RP wraz z niektórymi miejscowościami. Pomnik stoi na postumencie o wymiarach 90x90 cm. Szerokość pomnika to 150 cm, wysokość z cokołem 240 cm. Pomnik upamiętnia polskie ofiary rzezi wołyńskiej. Napisy na postumencie głoszą: Nie o zemstę, lecz o pamięć wołają ofiary, Ojczyzna to ziemia i groby – narody tracąc pamięć tracą życie, Dla narodowej pamięci oraz w hołdzie ofiarom ludobójstwa, którego dopuściły się w latach drugiej wojny światowej na Polakach – Organizacja Ukraińskich Nacjonalistów i Ukraińska Powstańcza Armia. W 61 rocznicę tej tragedii – Kraków 2004.
Pomnik zlokalizowany jest przy południowo-zachodnim murze cmentarza Rakowickiego, w pasie nr 49, obok austriackiego cmentarza wojennego nr 388. Odsłonięto go 17 września 2004 w 61 rocznicę masowej rzezi Polaków zamieszkujących kresowe województwa Rzeczypospolitej Polskiej i w 76 rocznicę najazdu sowieckiego na wschodnie tereny II Rzeczypospolitej.